# Avid Technology
Avid Technology, Inc. (NASDAQ: AVID) este o companie americană specializată în tehnologia de producție audio și video. A fost creată în 1987 și a devenit o companie cotată la bursă în 1993. Sediul central al firmei se află în Burlington, Massachusetts.
Produsele Avid sunt folosite acum în televiziune și în industria video pentru a crea spectacole televizate, filme de lung metraj și reclame. Media Composer, un software profesional bazat pe sistemul de editare non-linear este produsul pilot al companiei Avid.

## Achiziții
| An   | Companie                | Detalii / referințe                                            |
| ---- | ----------------------- | -------------------------------------------------------------- |
| 1994 | Digidesign              | Pro Tools and Venue live mixing system                         |
| 1994 | Basys                   | Sistemul de redacții ITN a fost vândut la DEC și apoi la Avid  |
| 1995 | Elastic Reality, Inc.   |                                                                |
| 1995 | Parallax Software       |                                                                |
| 1998 | Softimage               | de la Microsoft                                                |
| 1998 | Tektronix               | alianță strategică cu Tektronix - apoi proprietarii Lightworks |
| 2000 | The Motion Factory      |                                                                |
| 2000 | Pluto Technology        |                                                                |
| 2001 | iNEWS                   |                                                                |
| 2002 | iKnowledge              |                                                                |
| 2003 | Rocket Networks         |                                                                |
| 2004 | NXN                     |                                                                |
| 2004 | Bomb Factory            | în ianuarie                                                    |
| 2004 | M-Audio                 | în august                                                      |
| 2005 | Pinnacle Systems        | în aprilie                                                     |
| 2005 | Wizoo                   | în august                                                      |
| 2006 | Medéa Corporation.      | în ianuarie                                                    |
| 2006 | Sundance Digital        | în aprilie                                                     |
| 2006 | Sibelius Software       | în august                                                      |
| 2009 | Maximum Throughput      | în iulie                                                       |
| 2010 | Blue Order Solutions AG | în ianuarie                                                    |
| 2010 | Euphonix                | în aprilie                                                     |

## Produse
| Produse cheie      |
| Alienbrain         |
| DS                 |
| Avid Studio        |
| DNxHD codec (VC-3) |
| ICON               |
| iNEWS              |
| Interplay          |
| Media Composer     |
| NewsCutter         |
| Pinnacle Studio    |
| M-Audio            |
| Pro Tools          |
| Sibelius           |
| Symphony           |
| Unity ISIS         |
| Unity MediaNetwork |
| Venue              |

| Produse cu preț redus |
| CamCutter             |
| Cinema                |
| Elastic Reality       |
| Media Suite Pro       |
| Film Composer         |
| Free DV               |
| Liquid                |
| Avid Matador          |
| MCXpress              |
| Avid Media Illusion   |
| Videoshop             |
| Xpress                |
| Xpress DV             |
| Xpress Pro            |
| Xpress Pro Studio HD  |

| Produse cesionate                                 |
| Softimage\|XSI (deținut acum de Autodesk)         |
| Pinnacle PCTV (deținut acum de Hauppauge Digital) |